# Dó tenor
Dó tenor é o dó uma oitava acima do dó central, denotado C5 nas partituras de origem anglo-saxónica. É a nota mais aguda para um tenor, especialmente em ópera (como em Languir Per Una Bella de Gioacchino Rossini). O dó tenor não é facilmente atingível por tenores com pouco treino de voz e não profissionais, e mesmo muitos profissionais não o atingem.
A sua execução é habitualmente ovacionada com entusiasmo por públicos conhecedores.